# Icertain Tsoumou
Icertain Tsoumou – kongijski piłkarz grający na pozycji pomocnika. W swojej karierze rozegrał 3 mecze w reprezentacji Konga.

## Kariera klubowa
W swojej karierze piłkarskiej Tsoumou grał w klubie Inter Club Brazzaville.

## Kariera reprezentacyjna
W reprezentacji Konga Tsoumou zadebiutował 15 stycznia 1992 w zremisowanym 0:0 meczu Pucharu Narodów Afryki 1992 z Wybrzeżem Kości Słoniowej, rozegranym w Ziguinchorze. Na tym turnieju rozegrał jeszcze dwa mecze: grupowy z Algierią (1:1) i ćwierćfinałowy z Ghaną (1:2). Mecze w Pucharze Narodów Afryki były jego jedynymi w kadrze narodowej.